# Чёрный Питер
«Чёрный Пи́тер» (англ. The Adventure of Black Peter) — детективный рассказ известного английского писателя Артура Конана Дойла. Входит в серию рассказов: Возвращение Шерлока Холмса. Был написан в 1904 году. В рассказе действует великий сыщик Шерлок Холмс. На русский язык переведён Н. Л. Емельянниковой.

## Сюжет
К Холмсу приходит сыщик Скотланд-Ярда Стенли Хопкинс и сообщает, что в Вудменс-Ли произошло убийство бывшего капитана китобойного судна Питера Кэри, которого за грубость и жестокость прозвали Чёрным Питером. Его нашли в своём домике в саду (сам капитан называл домик «каютой»), буквально прибитым к стене гарпуном. На столе были следы попойки и валялся кисет с инициалами «П.К.». Хопкинс уверяет Холмса, что не обнаружил более никаких следов, но Холмс, упрекая молодого коллегу в непрофессионализме, выезжает вместе с Ватсоном на место преступления. Обнаруживается, что кто-то пытался проникнуть в «каюту». Холмс предлагает Хопкинсу и Ватсону устроить засаду, и ночью они ловят молодого мужчину, некоего Джона Холпи Нелигана.
Нелиган с негодованием отрицает обвинения в убийстве Кэри. Его отец оказался причастным к разорению крупного банка. Он скрылся со всеми ценными бумагами, которые планировал реализовать и расплатиться с вкладчиками. Но, отплыв ночью на яхте, Нелиган-старший пропал без вести. Спустя много лет некоторые из увезённых ценных бумаг вдруг появились на бирже, и тогда молодой Нелиган смог выяснить, что их реализовывал Питер Кэри. Сын решил восстановить доброе имя отца, но застал лишь убитого Кэри. На следующий день он набрался храбрости и решил обыскать «каюту» Кэри, но был арестован полицией.
Холмс категорически отвергает версию Хопкинса о виновности Нелигана; он уже проводил следственный эксперимент, показавший что пригвоздить человека к стене можно только при наличии огромной физической силы. Тщедушный Нелиган таковой явно не обладает. Холмс приглашает Хопкинса к себе на Бейкер-стрит, где молодой сыщик становится свидетелем странных действий Холмса: тот поочерёдно приглашает трёх моряков якобы для участия в некой арктической экспедиции. Первых двух Холмс спокойно отпускает, выплатив им небольшую сумму «за беспокойство», но внезапно надевает наручники на третьего моряка, гарпунщика по имени Патрик Кёрнси и обвиняет его убийцей Чёрного Питера. Хопкинс в полном недоумении от действий Холмса, но задержанный моряк во всем признаётся.
Оказывается, 12 лет назад Патрик Кёрнс служил на судне Питера Кэри гарпунщиком. Во время шторма судно Кэри встретило в море гибнущую яхту, на которой был всего один человек, тот самый Нелиган-старший, со своими ценными бумагами. Следующей ночью Чёрный Питер, польстившись на ценный груз, выбросил Нелигана в море. Кёрнс это видел, но не подал вида, решив при случае начать шантажировать Кэри этим знанием. Спустя много лет Кёрнс явился к Питеру Кэри и потребовал плату за своё молчание. В ходе переговоров пьяный Кэри набросился на Кёрнса с ножом. Спасая свою жизнь, Кёрнс пригвоздил своего бывшего капитана гарпуном к стене. Поскольку Кэри почти не курил, инициалы на кисете «П.К.» принадлежали Патрику Кёрнсу.